# Cyanolyca turcosa
Cyanolyca turcosa (лат.) — вид птиц семейства врановых. Подвидов не выделяют. Распространены в Эквадоре, Колумбии и Перу.

## Описание
Cyanolyca turcosa достигает длины 30—34 см и массы от 70 до 120 г. Длина крыла составляет 13,7 см, длина хвоста — 14,2 см, а длина клюва — 34 мм. Половой диморфизм не выражен. Окраска макушки и затылка бледно-бирюзово-голубая, немного светлее на передней части макушки. Лицо с толстой чёрной маской, которая покрывает лоб, уздечку и боковые стороны головы, доходит до ушных раковин и соединяется с тонким чёрным воротником, который обхватывает горло. Горло бледного бирюзово-голубого цвета, ближе к воротнику становится сине-фиолетовым. Остальная часть оперения зеленовато-голубая, за исключением черноватых нижней стороны крыльев и хвоста. Клюв и ноги чёрные, радужная оболочка коричневая.

## Распространение, места обитания и биология
Cyanolyca turcosa распространена в Андах от юга Колумбии до севера Перу, встречается на высоте от 1500 до 3000 м над уровнем моря; в Колумбии обычно встречается на высоте от 2600 до 3000 м, в то время как в Эквадоре наиболее многочисленна на высотах 2000—3000 м над уровнем моря.
Биология и экология исследованы недостаточно. Cyanolyca turcosa обычно встречаются парами или небольшими разрозненными группами до 6 особей в средних и верхних ярусах леса. Часто присоединяются к смешанным стаям птиц, таких как синеспинная короткоклювая танагра (Buthraupis montana) и чёрные кассики (Cacicus chrysonotus). Ведут древесный образ жизни. Питаются преимущественно насекомыми и их личинками, которых ищут в трещинах коры и среди эпифиты в пологе леса высоко над землёй, а также яйцами и птенцам, плодами, семенами и ягодами. Гнезда, как правило, сооружаются из мха и располагаются в развилках ветвей вблизи кроны дерева на высоте 9—16 метров от земли. Несколько особей строят гнездо и ухаживают за птенцами. Самец, как правило, кормит самку и заботится о ней, пока она насиживает яйца.